# Ctenomys mendocinus
Ctenomys mendocinus is een zoogdier uit de familie van de kamratten (Ctenomyidae). De wetenschappelijke naam van de soort werd voor het eerst geldig gepubliceerd door Philippi in 1869.

## Voorkomen
De soort komt voor in het oosten van Argentinië.